# Dimitrije Kamenović
Dimitrije Kamenović (en serbio: Димитрије Каменовић, Pirot, RF de Yugoslavia, 16 de julio de 2000) es un futbolista serbio. Juega de defensa y su equipo es el Yverdon-Sport F. C. de la Superliga de Suiza.

## Trayectoria
Formado en las inferiores del F. K. Čukarički, disputó tres temporadas de la Superliga de Serbia con el club.
El 14 de julio de 2021 fichó por la S. S. Lazio por cinco años. El club pagó €3 millones por el jugador. Jugó únicamente un partido con el primer equipo, en la Serie A ante el Hellas Verona, por lo que en diciembre de 2022 fue cedido al A. C. Sparta Praga. Esta no sería la única cesión, ya que la siguiente temporada la terminó jugando a préstamo en el Yverdon-Sport F. C., equipo al que regresó en la campaña 2024-25.

## Selección nacional
Kamenović es internacional en categorías inferiores por Serbia.

## Estadísticas
Actualizado al último partido disputado el 7 de diciembre de 2024.
| Club | Div.          | Temporada     | Liga  | Liga  | Copas nacionales(1) | Copas nacionales(1) | Copas internacionales(2) | Copas internacionales(2) | Total | Total |
| Club | Div.          | Temporada     | Part. | Goles | Part.               | Goles               | Part.                    | Goles                    | Part. | Goles |
| --- | ------------- | ------------- | ----- | ----- | ------------------- | ------------------- | ------------------------ | ------------------------ | ----- | ----- |
| F. K. Čukarički Serbia                                                                                  | 1.ª           | 2018-19       | 3     | 0     | 0                   | 0                   | ―                        | ―                        | 3     | 0     |
| F. K. Čukarički Serbia                                                                                  | 1.ª           | 2019-20       | 17    | 0     | 4                   | 0                   | 1                        | 0                        | 22    | 0     |
| F. K. Čukarički Serbia                                                                                  | 1.ª           | 2020-21       | 30    | 2     | 2                   | 0                   | ―                        | ―                        | 32    | 2     |
| F. K. Čukarički Serbia                                                                                  | Total club    | Total club    | 50    | 2     | 6                   | 0                   | 1                        | 0                        | 57    | 2     |
| S. S. Lazio · Italia                                                                                    | 1.ª           | 2021-22       | 1     | 0     | 0                   | 0                   | 0                        | 0                        | 1     | 0     |
| S. S. Lazio · Italia                                                                                    | 1.ª           | 2022-23       | 0     | 0     | 0                   | 0                   | 0                        | 0                        | 0     | 0     |
| A. C. Sparta Praga "B" · República Checa                                                                | 2.ª           | 2022-23       | 7     | 1     | ―                   | ―                   | ―                        | ―                        | 7     | 1     |
| A. C. Sparta Praga "B" · República Checa                                                                | Total club    | Total club    | 7     | 1     | 0                   | 0                   | 0                        | 0                        | 7     | 1     |
| A. C. Sparta Praga · República Checa                                                                    | 1.ª           | 2022-23       | 2     | 0     | 0                   | 0                   | ―                        | ―                        | 2     | 0     |
| A. C. Sparta Praga · República Checa                                                                    | Total club    | Total club    | 2     | 0     | 0                   | 0                   | 0                        | 0                        | 2     | 0     |
| S. S. Lazio · Italia                                                                                    | 1.ª           | 2023-24       | 0     | 0     | 0                   | 0                   | 0                        | 0                        | 0     | 0     |
| S. S. Lazio · Italia                                                                                    | Total club    | Total club    | 1     | 0     | 0                   | 0                   | 0                        | 0                        | 1     | 0     |
| Yverdon-Sport F. C. Suiza                                                                               | 1.ª           | 2023-24       | 13    | 1     | ―                   | ―                   | ―                        | ―                        | 13    | 1     |
| Yverdon-Sport F. C. Suiza                                                                               | 1.ª           | 2024-25       | 8     | 0     | 1                   | 0                   | ―                        | ―                        | 9     | 0     |
| Yverdon-Sport F. C. Suiza                                                                               | Total club    | Total club    | 21    | 1     | 1                   | 0                   | 0                        | 0                        | 22    | 1     |
| Total carrera                                                                                           | Total carrera | Total carrera | 81    | 4     | 7                   | 0                   | 1                        | 0                        | 89    | 4     |
| (1) Incluye datos de la Copa de Serbia y Copa de Suiza. (2) Incluye datos de la Liga Europa de la UEFA. |               |               |       |       |                     |                     |                          |                          |       |       |

## Palmarés

### Títulos nacionales
| Título                               | Club               | País            | Año  |
| ------------------------------------ | ------------------ | --------------- | ---- |
| Liga de Fútbol de la República Checa | A. C. Sparta Praga | República Checa | 2023 |